# Berufsfachschule für Musik Oberfranken
Die Berufsfachschule für Musik Oberfranken in Kronach ist eine von elf bayerischen Musikfachschulen.

## Geschichte

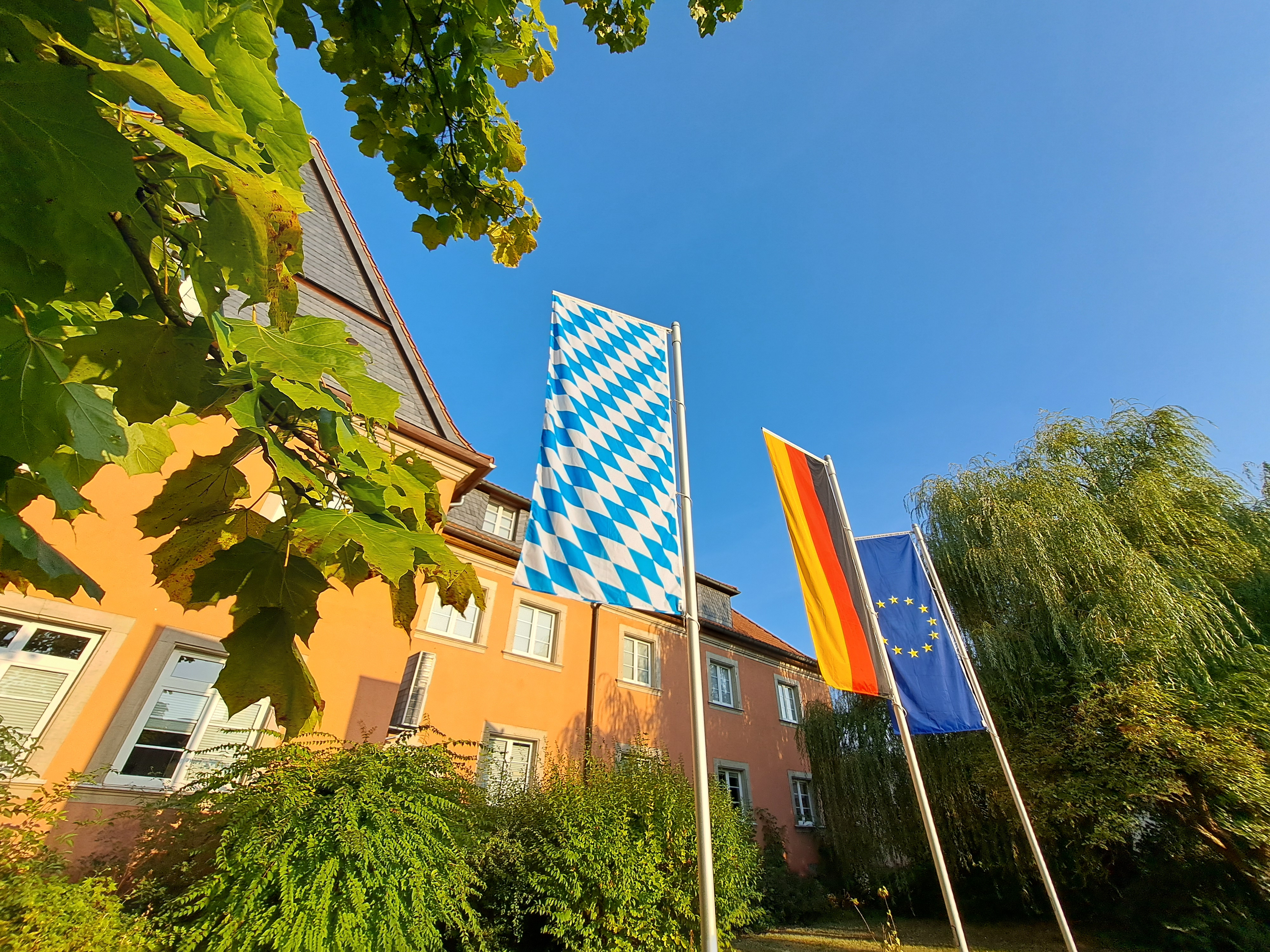
Hauptgebäude der Berufsfachschule für Musik Oberfranken

Seit dem Jahr 1977 gibt es in Bayern die Berufsfachschulen für Musik. Ihre Gründung vollzog sich vor dem Hintergrund eines großen Aufschwungs der Laienmusik in den vergangenen Jahrzehnten. Daraus erwuchs die Notwendigkeit, qualifizierte Ensembleleiter und Chorleiter auszubilden. In jedem bayerischen Regierungsbezirk wurde eine Berufsfachschule für Musik gegründet, 1979 im oberfränkischen Landkreis Kronach. Hierfür wurde die ehemalige Kreisbibliothek umgebaut und eingerichtet. Die Sachaufwandsträgerschaft ging 1982 auf einen kommunalen Zweckverband über, dem der Bezirk Oberfranken und der Landkreis Kronach zu gleichen Teilen angehören. 1997 wurde das Ausbildungsangebot um das pädagogische Aufbaujahr erweitert, im Jahr 2021 um die Fachrichtung Volksmusik und im Jahr 2022 um die Fachrichtung Musical. Seit September 2024 ist Manuel Grund Schulleiter.

## Ausbildungsgänge
- Fachrichtung Klassik
- Fachrichtung Kirchenmusik (ev. und kath.)
- Fachrichtung Fränkische Volksmusik
- Fachrichtung Musical

## Abschlüsse
- Staatlich geprüfte/r Ensembleleiter/in (in der Fachrichtung Klassik, Kirchenmusik (evangelisch und katholisch), Volksmusik oder Musical)
  - ggf. mit pädagogischer Zusatzprüfung (nach Pädagogischem Aufbaujahr)
  - ggf. mit künstlerischer Zusatzprüfung (nach Künstlerischem Aufbaujahr)
- Staatlich geprüfte/r Kirchenmusiker/in (C-Kirchenmusik-Prüfung)
- Fachlehrer/in für Musik und Kommunikationstechnik in Grund-, Haupt-, Förder- und Realschulen (in Verbindung mit dem Staatsinstitut Ansbach)
- ggf. Mittlerer Bildungsabschluss

## Besonderheiten
Durch die enge Zusammenarbeit mit der im gleichen Gebäude befindlichen Sing- und Musikschule im Landkreis Kronach ergeben sich Synergieeffekte, die den Unterricht erweitern und bereichern. Das vom gleichen Träger unterhaltene Sing- und Musikschulwerk Oberfranken veranstaltet eine Vielfalt musikalischer und musikpädagogischer Fortbildungen.

## Ehemalige Schülerinnen und Schüler
- Katja Bildt, Opernsängerin
- Steven Heelein (* 1984), Komponist, Dirigent und Hochschulprofessor
- Marco Plitzner (* 1972), Klarinettist, Bandleader, Arrangeur und Komponist